# Bunyip

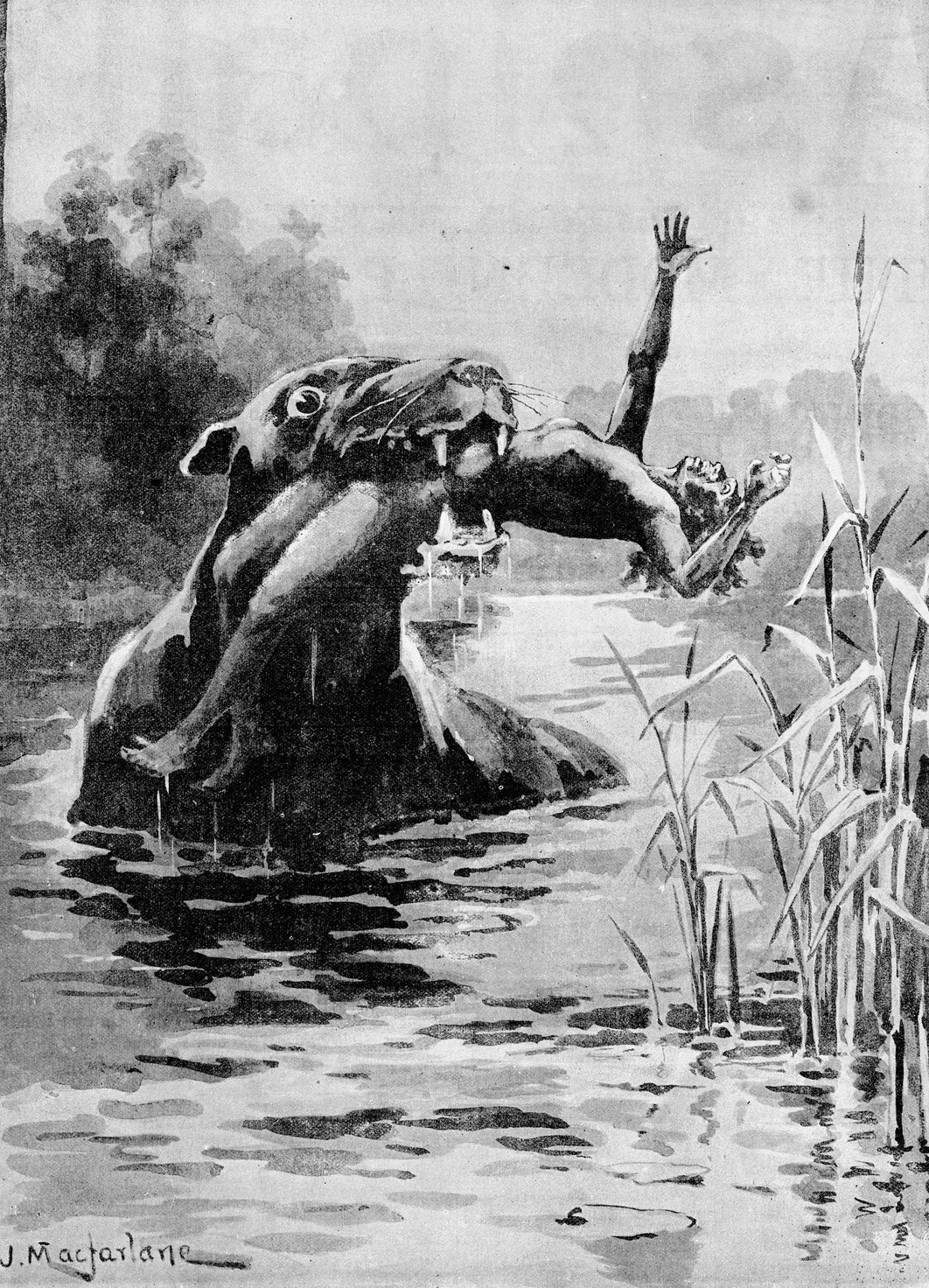
Kresba bunyipa z roku 1890

Bunyip je mytické zvíře údajně žijící v Austrálii. Výraz znamená v jazyce Wemba-Wemba zlého ducha. Je popisován dvěma způsoby, z nichž každý se zřejmě týká jiného tvora. Shodují se v tom, že by mělo jít o velkého, potenciálně nebezpečného obyvatele jezer a řek.
Většina svědků jej popisuje jako zvíře, podobné plovoucímu psovi, dlouhé 4–6 stop (120–180 cm), s huňatou tmavou srstí, kulatou hlavou podobnou hlavě buldoka a dlouhými hmatovými vousy. Některá svědectví uvádějí oranžové oči a malé kly, vyčnívající z horní čelisti. Podle domorodců se živí korýši a v noci se ozývá nepříjemným, daleko slyšitelným hlasem, který připomíná bučení býka. Spekuluje se, že předlohou tohoto popisu mohou být lachtani, kteří se zatoulali do řek, jako je Murray, a pronikli do vnitrozemí.
Druhá skupina svědků očividně popisuje zcela jiného tvora. První zpráva o jeho existenci pochází z roku 1845, kdy byly nedaleko Geelongu objeveny kosti neznámého velkého živočicha. Očitý svědek nálezu se tehdy od domorodců dozvěděl následující informace. "Bunyip, jak se zdá, v sobě spojuje vlastnosti ptáka a krokodýla. Má podobnou hlavu jako emu, s dlouhým zobákem, jehož okraje jsou zubaté jako trn na ocase trnuchy. Jeho tělo a nohy připomínají krokodýla. Jeho zadní nohy jsou výrazně delší a silnější než přední, ale i v předních má velkou sílu. Prsty jsou opatřeny ostrými drápy, ale domorodci říkali, že svou kořist zabíjí tak, že ji umačká v objetí. Když je ve vodě, plavě po způsobu žáby, ale na břehu chodí pouze po zadních nohách s hlavou vztyčenou do výšky asi dvanácti stop (více než čtyři metry)."
Tento, podstatně děsivější bunyip svým popisem (kromě předních končetin s drápy) připomíná obří nelétavé ptáky rodu Dromornis, kteří se vyskytovali v Austrálii ještě před 30.000 lety. Někteří kryptozoologové se pokoušejí ztotožnit bunyipa s jinými vyhynulými zástupci australské megafauny, jako je Varanus priscus nebo býložravý diprotodon, obří druh vombata. Hodnověrné důkazy o existenci bunyipa však dosud scházejí.